# 남지기로회도 (서울)
남지기로회도(南池耆老會圖)는 기로회의 기신들과 연로한 임금과의 모임을 조선 중기의 도화서 화가 이기룡이 1629년에 그린 보물 제866호 〈이기룡필 남지기로회도〉를 본 떠 그린 계회도이다. 위와 같은 내용은 작품에 박세당의 자세한 발문이 후기되어 있어 알 수 있다. 〈이기룡필남지기로회도〉는 인조 7년 음력 6월 5일 숭례문 앞 홍첨추의 집에서 열렸던 기로회를 기념한 작품으로 홍첨추는 계회에 참가했던 12명의 인물 중 한 명인 홍사효로 추측되는 인물이다. 〈이기룡필남지기로회도〉를 병자호란 이후 모사한 남지기로회도에는 숙종 17년의 간지가 있다.
이 작품은 범본이 되었던 〈이기룡필남지기로회도〉를 포함한, 조선 초기 상·중·하의 삼단구성을 기본으로 한 종축의 계회도들과는 달리, 횡으로 제작되어 있어 작품이 모사되었던 조선 중기의 변화상을 느낄 수 있다.
이에 따라 원래 가로로 쓰였던 〈남지기로회도〉라는 전서체의 제자는 세로로 쓰여 있다.
그림을 살펴보면, 12명의 노신들과 주안상을 준비하는 여인들의 모습 등이 두드러지게 그려졌고 이들이 입고 있는 옷들의 색채는 다양하게 표현되어 있다.
연꽃이 가득 피어있는 연못 바로 위로 계회 장면이 그려져 있는데 연못 아래 좌우로 짝지어 그려진 버드나무는 그 뒤를 하나의 무대로 만들어 주는 역할을 하고 있어 계회 장면을 더욱 부각시켜 준다. 배경 산수는 생략되어 있어 계회 장면을 위주로 묘사한 조선 중기 계회도 형식을 잘 보여주고 있다.

## 참고자료
- 남지기로회도 - 국가유산청 국가유산포털

 본 문서에는 서울특별시에서 지식공유 프로젝트를 통해 퍼블릭 도메인으로 공개한 저작물을 기초로 작성된 내용이 포함되어 있습니다.